# Ralff Abreu
Ralff Calazans Abreu (Niterói, 22 de fevereiro de 1983) é um atleta de beach tennis brasileiro que alcançou a 8ª colocação do ranking mundial da ITF em 2017. Campeão Pan-Americano em 2016, em Aruba, e vice-campeão mundial em 2017, na Rússia, ele se tornou um dos principais nomes da modalidade no país, sendo convocado regularmente para a seleção brasileira nas maiores competições do esporte. Considerado um jogador "poderoso" no circuito internacional, por causa da força do seu saque e golpes de rede, ele, formou a dupla número 1 do Brasil ao lado do parceiro Diogo Carneiro. Profissional desde 2011, Ralff Abreu acumula 15 títulos internacionais na carreira e mais 10 vice campeonatos.
Como quase todo beachtenista profissional, Ralff migrou do tênis de quadra para as areias. Tudo começou na Praia de Icaraí, em Niterói, e por causa de suas condições físicas, atléticas e estilo de jogo, logo se adaptou ao novo esporte conseguindo resultados expressivos em competições amadoras e semi-profissionais. Conquistou o seu primeiro título em 2014, no torneio de Buenos Aires, na Argentina, ao lado de Vinícius Chaparro. Nesse mesmo ano ele conquistou mais dois títulos: Garulhos-SP e em sua casa, Niterói. Esses feitos o levaram ao Prêmio AJB de Jogador Revelação da Temporada.

## Histórico na Seleção Brasileira
Considerado uma das promessas do beach tennis brasileiro, Ralff foi convocado pela primeira vez para a seleção brasileira em 2014 para disputar o torneio Pan-Americano em Santos, litoral paulista. Contudo, com uma lesão nas costas, ele precisou abandonar a competição. Seu retorno à equipe nacional aconteceu em 2016 de forma triunfante, ao conquistar o Pan-Americano em Aruba, ao lado do seu parceiro Diogo Carneiro. Em 2017 disputou o seu primeiro mundial, na Copa do Mundo da Rússia, ficando em 2º lugar ao perder a decisão para a Itália.

## Melhores Resultados
- Finalista ITF Vilha Velha 2013
- Campeão ITF Buenos Aires 2014
- Campeão IFBT Praia de Icaraí 2014
- Finalista ITF G2 Niterói 2014
- Campeão ITF Guarulhos 2014
- Finalista ITF G3 Rio de Janeiro 05/2015
- Campeão Open BTRJ Porto Bello 2015
- Campeão ITF G2 Burlington 2015
- 3°Class Campeonato Pan-Americano ITF 2015
- Finalista ITF G2 Matinhos 2015
- Finalista ITF G1 Santos 01/2016
- Campeão ITF Open Porto Seguro 2016
- Finalista CBT Copacabana 03/2016
- Campeão ITF G2 Caiobá 2016
- Campeão Open CBT Brasília 09/2016
- Campeão Pan-Americano ITF Aruba, 2016
- Finalista ITF G1 Guadalupe 04/2017
- Campeão ITF G1 João Pessoa 04/2017
- Finalista ITF G1 Copa Rio Niterói 05/2017
- Campeão ITF Balneário Camboriú 05/2017
- Campeão ITF G1 Maceió 2017
- Campeão ITF São Miguel do Gostoso 2017
- Semifinalista Copa do Mundo ITF 2017
- Campeão ITF Balneário Camboriú 10/2017
- Semifinalista Campeonato Pan-Americano 2017
- Campeão ITF Balneário Camboriú 05/2017
- Campeão ITF G1 Maceió 2017
- Campeão ITF São Miguel do Gostoso 2017
- Campeão Copa do Mundo das Nações 2017 (Seleção Brasileira)
- Semifinalista Copa do Mundo ITF 2017
- Campeão ITF Balneário Camboriú 10/2017
- Semifinalista Campeonato Pan-Americano 2017
- Finalista ITF G1 Le Carbet Martinica 03/2018
- Finalista ITF G1 João Pessoa 09/2018
- Finalista ITF Brusque 2019
- Campeão ITF Niterói 2019
- Finalista ITF G1 Garopaba 2019